# George Romney
George Romney (n. 15/26 decembrie 1734, Dalton-in-Furness⁠(d), Anglia, Regatul Marii Britanii – d. 15 noiembrie 1802, Kendal, Anglia, Regatul Unit al Marii Britanii și Irlandei) a fost un pictor englez reprezentant al clasicismului.

## Date biografice
Romney provine dintr-o familie de artiști din Kendal. La 17 ani este elevul pictorului Christopher Steele, iar la 22 de ani se căsătorește și are ca pictor atelierul să propriu. Peste cinci ani se mută cu cele două fiice ale sale la Londra. În 1761 face în Italia o călătorie de studiu împreună cu Ozias Humphry. După reîntoarcerea sa la Londra o cunoște pe Emma Hamilton care va apare în mai multe tablouri ale pictorului. În Londra se află colecția renumită de opere ale lui Romney care reprezintă scene din Roma antică. În ultimii ani de viață pictorul devine depresiv suferind de nevroze, bolnav se reîntoarce în Kendal, unde moare la vârsta de 68 de ani.